# Лейснер, Карл
Карл Лейснер (28 февраля 1915, Рес, Рейнская область — 12 августа 1945, Планегг, Верхняя Бавария) — немецкий римско-католический священник, блаженный, мученик католической церкви.

## Биография
Изучал с 1934 г. философию и теологию в Вестфальском университете им. Вильгельма. Активно участвовал в католическом молодежном движении. В марте 1939 года был рукоположен в сан диакона.
После прихода к власти в Германии нацистов открыто критиковал Адольфа Гитлера, за что 9 ноября 1939 года арестован гестапо. Заключён в тюрьму, затем — в концлагерь Заксенхаузен, а в декабре 1940 года переведен в лагерь Дахау.
Находясь в концлагерях всеми силами поддерживал заключённых, вёл с ними беседы на религиозные темы.
17 декабря 1944 г. принял священическое рукоположение от соседа по камере французского епископа Габриэля Пиге. Лейснер свободно владел несколькими иностранными языками. В концентрационном лагере изучал русский язык, чтобы установить контакт с военнопленными из Советского Союза. Последние месяцы в Дахау провёл в больничном койке, страдая от туберкулёза.
4 мая 1945 года после освобождения лагеря американской армией, был доставлен в санаторий в Планегге, где и умер через три месяца в возрасте 30 лет. Похоронен был в Клеве.
3 сентября 1966 года его мощи были перенесены в собор Св. Виктора в Ксантене. Процесс беатификации К. Лейснера был начат в 1977 году, декрет о его мученичестве был объявлен 12 января 1996 года. 23 июня 1996 года на Олимпийском стадионе в Берлине папа Иоанн Павел II беатифицировал Карла Лейснера. 25 апреля 2007 года на официальном сайте Мюнстерской епархии было объявлено о начале процесса канонизации Блаженного Карла Лейснера.